# Kolarstwo na Letnich Igrzyskach Olimpijskich 1900 – wyścig punktowy mężczyzn
Wyścig punktowy na 5 kilometrów był jedną z trzech konkurencji kolarskich na letnich igrzyskach olimpijskich w 1900. Został rozegrany 15 września na Vélodrome de Vincennes.
Przez wiele lat konkurencja ta nie była uznawana za olimpijską. Dopiero badania historyka igrzysk Billa Mallona wykazały, że spełniała kryteria zakwalifikowania jej jako olimpijskiej. Baza danych Międzynarodowego Komitetu Olimpijskiego nie wymienia jej wśród konkurencji olimpijskich, ale zwycięzców uznaje za medalistów olimpijskich.
Wyścig obejmował 10 okrążeń toru. Punktowane był trzy pierwsze miejsca na końcu każdego okrążenia: odpowiednio 3, 2 i 1 punkt za 1., 2. i 3. miejsce. Za miejsca na ostatnim okrążeniu punktacja była potrójna: 9, 6 i 3 punkty. W wyścigu wystartowało 13 zawodników z 3 państw. 
Mistrzem olimpijskim został Enrico Brusoni z Włoch.

## Wyniki
| Poz.   | Zawodnik           | Kraj                 | Wynik  |
| ------ | ------------------ | -------------------- | ------ |
| złoto  | Enrico Brusoni     | Włochy               | 21 pkt |
| srebro | Karl Duill         | Cesarstwo Niemieckie | 9 pkt  |
| brąz   | Louis Trousselier  | Francja              | 9 pkt  |
| 4.     | Chaput             | Francja              | 8 pkt  |
| 5.     | J. Bérard          | Francja              | 5 pkt  |
| 6.     | Adolphe Cayron     | Francja              | 4 pkt  |
| 7.     | Octave Coisy       | Francja              | 4 pkt  |
| 7.     | Ferdinand Vasserot | Francja              | 4 pkt  |
| 9.     | Marcel Dohis       | Francja              | 2 pkt  |
| 9.     | Germain            | Francja              | 2 pkt  |
| 9.     | Giacomo Stratta    | Włochy               | 2 pkt  |
| 12.    | Georges Coindre    | Francja              | 1 pkt  |
| 12.    | Luigi Colombo      | Włochy               | 1 pkt  |